# Never Never Land
| Recensione     | Giudizio        |
| -------------- | --------------- |
| AllMusic       | [ 1 ]           |
| Sputnikmusic   | 3.8 (Excellent) |
| Piero Scaruffi | [ 3 ]           |
| Debaser        | [ 4 ]           |
| 24.000 dischi  | [ 5 ]           |

Never Never Land (alcune volte il titolo è riportato come Never-Neverland) è il primo album discografico del gruppo musicale di hard rock inglese dei Pink Fairies, pubblicato dalla casa discografica Polydor Records nel maggio del 1971.

## Tracce

### LP
Lato A
Testi e musiche di Pink Fairies, eccetto dove indicato.
1. Do It – 4:15
2. Heavenly Man – 3:41 (John Alder)
3. Say You Love Me – 3:48
4. Wargirl – 4:34 (John Alder)
5. Never-Neverland – 6:55

Lato B
Testi e musiche di Pink Fairies, eccetto dove indicato.
1. Track One, Side Two – 4:41
2. Thor – 0:58 (John Alder)
3. Teenage Rebel – 5:20
4. Uncle Harry's Last Freak-Out – 10:51
5. The Dream Is Just Beginning – 1:18 (John Alder)

### CD
Edizione CD del 2002, pubblicato dalla Polydor Records (589 550-2)
Testi e musiche di Pink Fairies, eccetto dove indicato.
1. Do It – 4:04 (Duncan Sanderson, Russell Hunter, Paul Rudolph, John Alder)
2. Heavenly Man – 3:32 (John Alder)
3. Say You Love Me – 3:49
4. War Girl – 4:12 (John Alder)
5. Never Never Land – 6:42
6. Track One, Side Two – 4:39
7. Thor – 0:58 (John Alder)
8. Teenage Rebel – 5:19
9. Uncle Harry's Last Freakout – 10:40
10. The Dream Is Just Beginning – 1:10
11. The Snake – 3:55 – Bonus Track
12. Do It – 3:00 (Duncan Sanderson, Russell Hunter, Paul Rudolph, John Alder) – Bonus Track - Single Edit
13. War Girl – 4:32 (John Alder) – Bonus Track - Alternate Extended Mix - Previously Unreleased
14. Uncle Harry's Last Freakout (First Version) – 12:25 – Bonus Track - Previously Unreleased

- Brano bonus: The Snake, lato A del singolo pubblicato dalla Polydor Records (2058 089)
- Brano bonus: Do It, lato B del singolo pubblicato dalla Polydor Records (2058 089)
- Brano bonus: War Girl, registrato il 14 marzo 1971 al Command Studios
- Brano bonus: Uncle Harry's Last Freakout (First Version), registrato il 2 marzo 1971 al Command Studios

## Formazione
- Paul Rudolph - chitarra, voce
- Duncan Sanderson - basso, voce
- Russell Hunter - batteria, voce
- Twink - batteria, voce

Note aggiuntive
- Pink Fairies e Neil Slaven - produttori (album originale)
- Mark Powell - produttore riedizione su CD
- Registrazioni effettuati al Command Studios 2 e 3 di Londra (Inghilterra)
- Andy Hendriksen e Gary Lyons - ingegneri delle registrazioni
- Pennie Smith e Tony Vesely - design[7]